# Palais Khuenburg

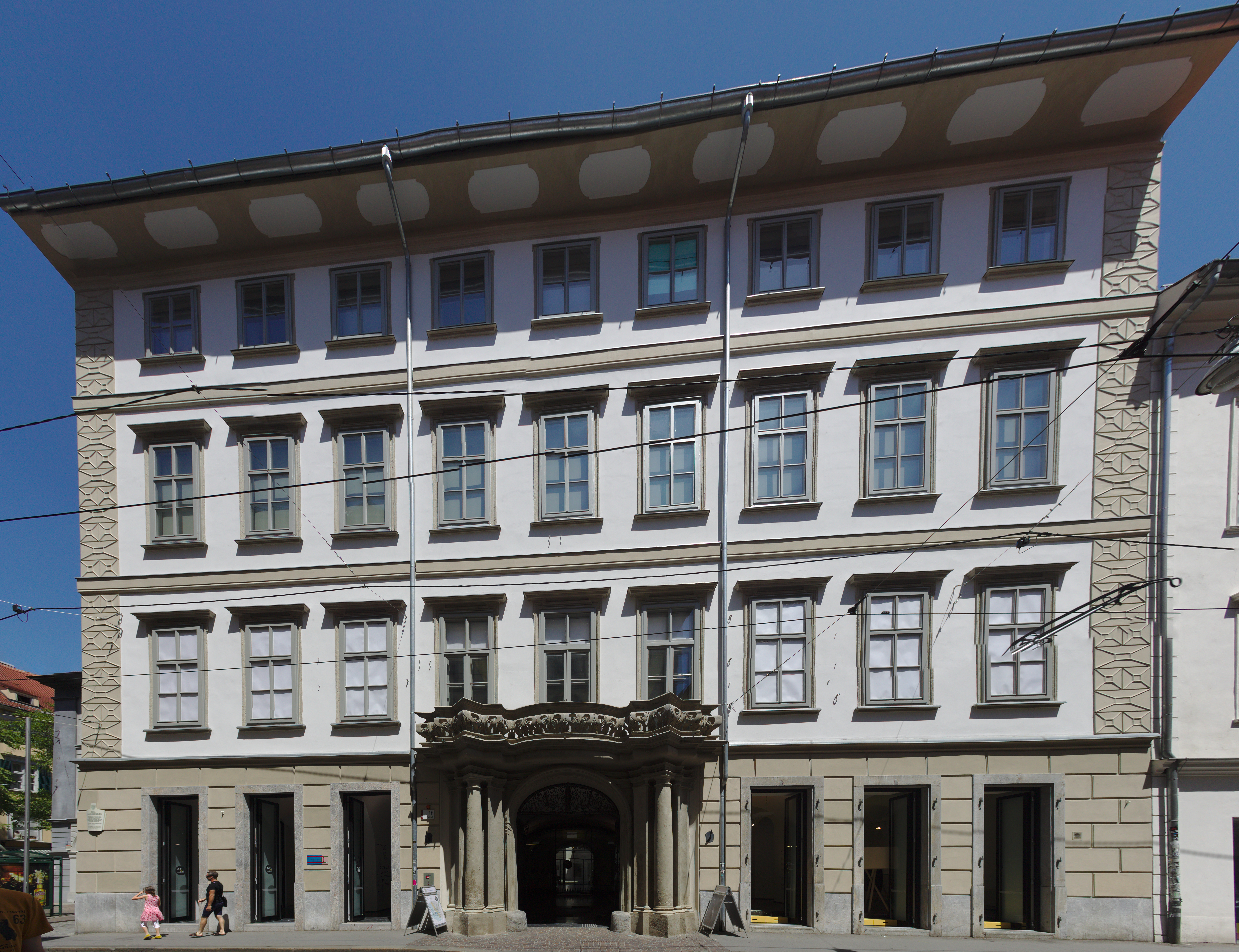
Palais Khuenburg

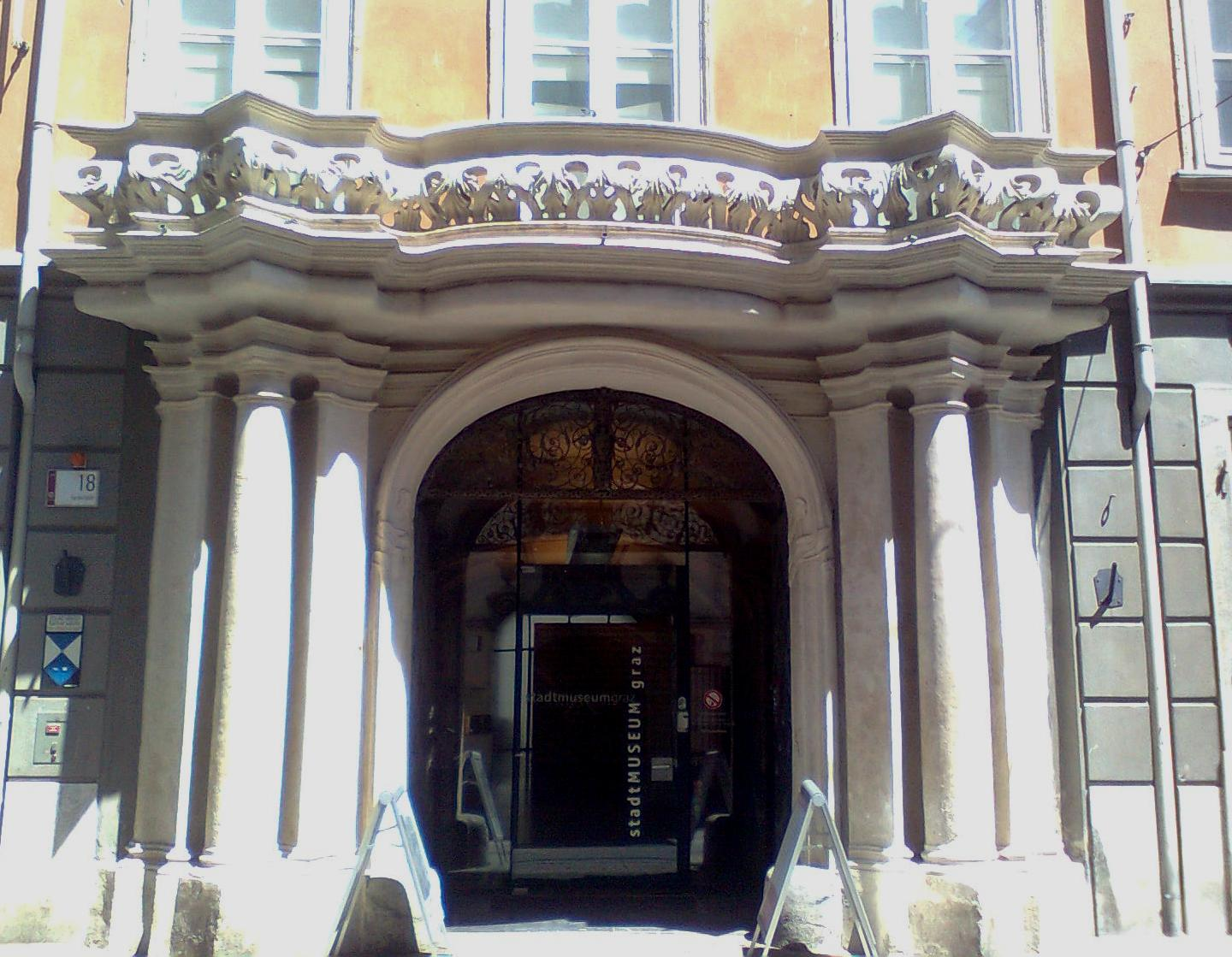
Palais Khuenburg, Hauptportal, Sackstraße 18

Das Palais Khuenburg ist ein ehemaliges Grazer Stadtpalais in der Sackstraße im Bezirk Innere Stadt. Heute befindet sich das Graz Museum in den Räumlichkeiten.

## Geschichte
Das Palais steht zwischen dem ältesten urkundlich erwähnten Haus in Graz, dem Reinerhof (dessen Osttrakt mit Gotischer Halle zur Liegenschaft des Palais Khuenburg gehört), und dem ehemaligen Palais Herberstein. Im Mittelalter gehörte es zum Reinerhof, dessen Besitzer das Stift Rein war. Es wurde nach 1564 vom Kämmerer des Erzherzogs Karl und dem Landeshauptmann der Steiermark, Maximilian von Schrattenbach, als Stadthaus erbaut. Schrattenbach empfing 1598 seine Adelswürde und wurde in den Freiherrenstand erhoben. Die nächsten Besitzer waren um 1630 Graf Otto Ehrenreich Trauttmansdorff und der Kriegszahlmeister Johann Sebastian Schäzl, der es im Jahr 1676 an Sigmund Ludwig Khuenburg verkaufte.
Eine Umgestaltung zum Adelspalais wurde 1690 vom Grafen Gandolf von Khuenburg in Auftrag gegeben. 1738 ging das Palais Khuenburg infolge eines Tauschhandels in den Besitz des Grafen Joseph Dismas von Dietrichstein über. Der neue Eigentümer ließ die Stallungen, die bis zum Schloßbergfelsen reichen, aufstocken. Sein Sohn, Franz Dismas von Khuenburg, erwarb 1789 auch den angrenzenden Reinerhof.

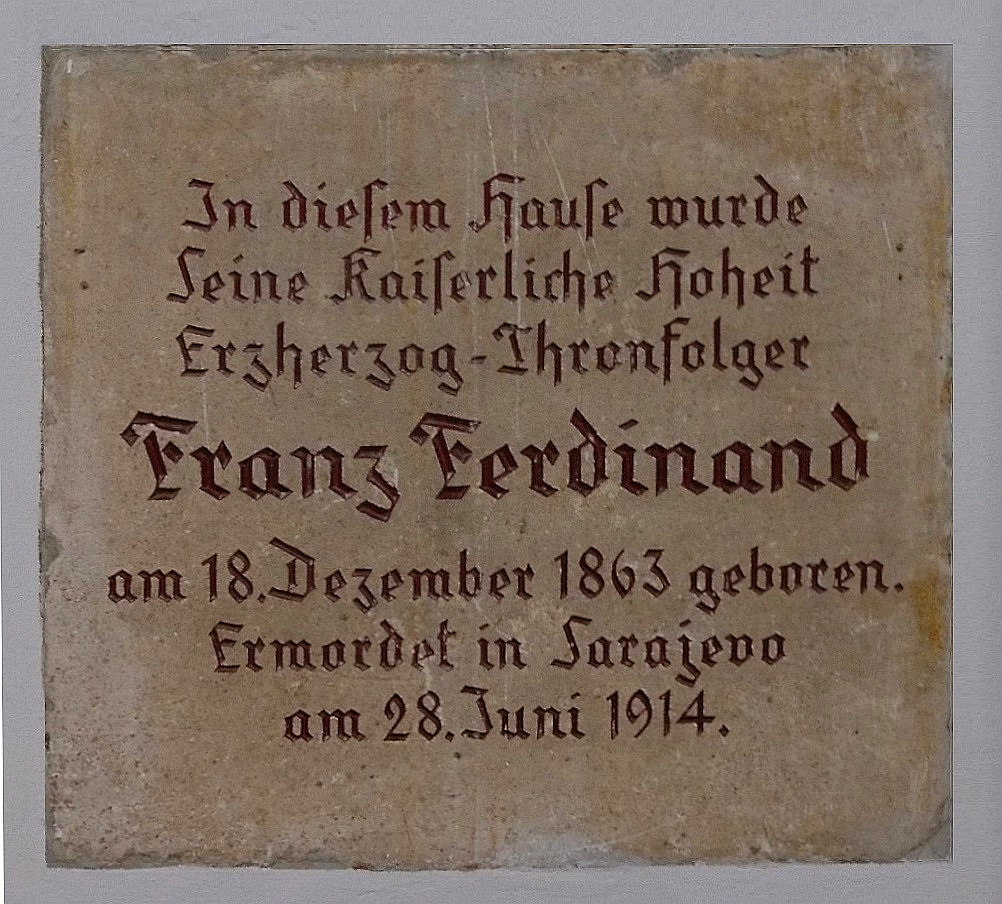
Gedenktafel für Erzherzog Franz Ferdinand von Österreich-Este am Palais Khuenburg (Toreinfahrt)

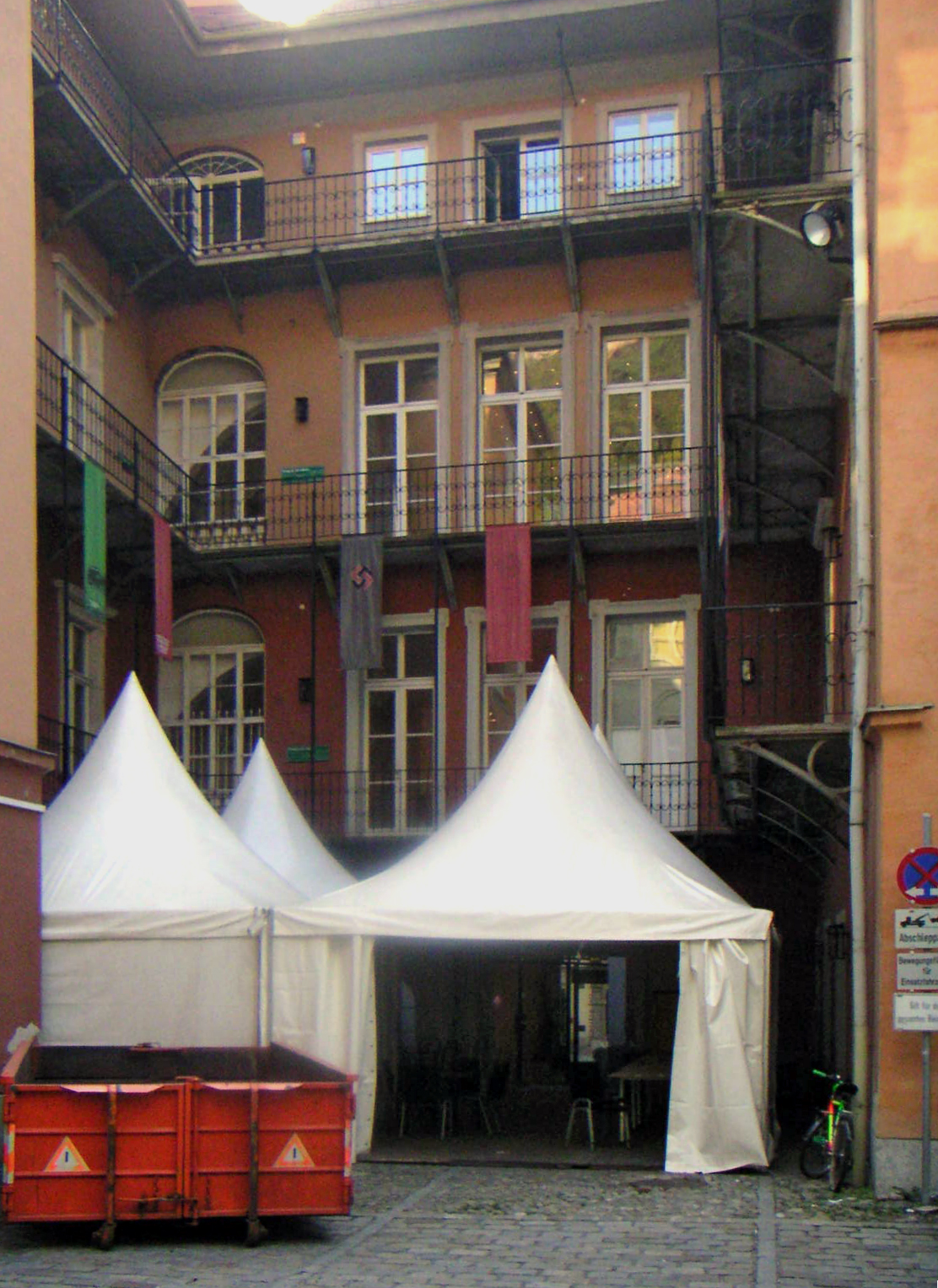
Palais Khuenburg (Stadtmuseum Graz), Hofseite, Blick vom Osttrakt des Reinerhofs (Eingang Gotische Halle) im Oktober 2005

Erzherzog Karl Ludwig von Österreich, der Bruder von Kaiser Franz Joseph, und seine Ehefrau Maria Annunziata von Neapel-Sizilien mieteten sich zwischen 1863 und 1866 im Palais Khuenburg ein. Am 18. Dezember 1863 wurde dort ihr Sohn, der spätere österreichisch-ungarische Thronfolger Erzherzog Franz Ferdinand von Österreich-Este, geboren, der am 28. Juni 1914 einem Attentat zum Opfer fiel. Das Attentat von Sarajevo gilt als Auslöser des Ersten Weltkriegs.
Im 19. Jahrhundert erfolgten mehrere Besitzerwechsel, bis das Gebäude 1918, wie der Reinerhof nebenan, Eigentum der Stadtgemeinde Graz wurde. Die Stadt Graz adaptierte die Räumlichkeiten und das Gebäude wurde ab 1876 bis 1938 als Mädchenmittelschule genutzt. Siehe dazu Bundesgymnasium und Bundesrealgymnasium Seebacher. Während des Zweiten Weltkriegs wurde das Palais zuerst von der Stadtverwaltung, nach dessen Ende von der britischen Besatzungsmacht genutzt. Nachdem das Gebäude zusehends verfiel, plante man, es abzubrechen und eine Tiefgarage zu errichten. Stattdessen wurde das Haus zwischen 1969 und 1972 generalsaniert. Seit 1972 findet das ehemalige Palais als Graz Museum (ehem. Stadtmuseum Graz) Verwendung.

## Architektur und Gestaltung
Beim Haus handelt es sich um einen viergeschoßigen Baukörper mit U-förmigem Grundriss mit einem annähernd quadratischen Innenhof, der als Pawlatschenhof gestaltet auf einer mittelalterlichen Parzelle errichtet wurde. Von der glatten Schauseite hebt sich ein sehr markantes Rundbogen-Steinportal aus dem Jahr 1715 ab, über dem sich ein schmaler Balkon befindet. Seine durchbrochene Steinbrüstung ist nach der Art Georg Stenggs gestaltet und weist ein Muster aus Akanthusblättern auf. Die blechbeschlagenen Torflügel sind mit Rosetten und Zierbeschlägen geschmückt. Die in den Schloßberg führenden Stallungen wurden 1977 abgerissen.
Das Stiegenhaus ist mit Balustraden versehen. Von der ursprünglich barocken Innenausstattung ist praktisch nichts erhalten geblieben. Im nordwestlichen Ecksaal des zweiten Stockwerks wurden 1973 Fresken von 1730/40 freigelegt und restauriert.